# Ряжская, Ольга Георгиевна
О́льга Гео́ргиевна Ря́жская (12 мая 1941, Москва — 10 октября 2021, там же) — советский и российский физик-ядерщик, заведующая отделом лептонов высоких энергий и нейтринной астрофизики и лабораторией электронных методов детектирования нейтрино Института ядерных исследований РАН, член-корреспондент РАН (2000).

## Биография
Родилась 12 мая 1941 года в Москве в семье художника Георгия Ряжского.
В 1964 году окончила физический факультет МГУ по кафедре физики космических лучей.
С 1964 по 1971 годы работала в Физическом институте АН имени П. Н. Лебедева (ФИАНе) в лаборатории «Нейтрино».
В 1970 году защитила кандидатскую диссертацию, тема: «Исследование ядерных взаимодействий мюонов космических лучей с веществом».
С 1971 года до конца жизни работала в Институте ядерных исследований РАН.
С 1985 года возглавляет Лабораторию электронных методов детектирования нейтрино Отдела лептонов высоких энергий и нейтринной астрофизики ИЯИ РАН.
В 1987 году защитила докторскую диссертацию, тема: «Проникающие излучения под землей и исследование их характеристик с помощью сцинтилляционных детекторов большого объёма».
В 1997 году ей присвоено учёное звание профессора.
В 2000 году избрана членом-корреспондентом РАН.
Участвовала в работе Артёмовской научной станции, Баксанской обсерватории, Советско-итальянского детектора LSD под Монбланом.
Член коллабораций АСД, LSD, LVD, OPERA, NEWSdm.
Скоропостижно скончалась 10 октября 2021 года, похоронен на Востряковском кладбище в Москве.

## Научная деятельность
Область научных интересов и сфера научной деятельности: физика космических лучей, подземная физика, нейтринная астрофизика, экспериментальная ядерная физика.
Разработала, создала и экспериментально подтвердила теорию генерации ядерно-активной компоненты космических лучей под землей, доказала, что основным источником при этом является ядерно-каскадный процесс, возникающий после неупругого взаимодействия мюонов с ядрами грунта. Она показала важность этого процесса для всех низкофоновых экспериментов.
Предложила и обосновала методику изучения проникающих излучений под землей с помощью сцинтилляционных детекторов большого объёма. Для реализации указанной методики под её руководством разработаны и построены 3 больших сцинтилляционных детектора: одномодульный, объёмом 130 м3 — в соляной шахте г. Артёмовска («Коллапс»), многомодульные, объёмом 108 м3 — под Монбланом (LSD) и 1100 м3 — под хребтом Гран-Сассо (LVD, Национальная лаборатория Гран-Сассо). Эти детекторы являются универсальными многоцелевыми приборами, предназначенными для широкого круга задач подземной физики. Российско-итальянский детектор LVD является крупнейшим сцинтилляционно-железным калориметром в мире.
Один из авторов высокопрозрачного жидкого сцинтиллятора, применение которого открыло возможности создания сцинтилляционных детекторов больших объёмов. Ею предложен и осуществлен на практике высокоточный метод разделения электромагнитных и ядерных каскадов по количеству зарегистрированных в них нейтронов. Под её руководством измерен энергетический спектр мюонов космических лучей вплоть до энергий 16 ТэВ и показано, что он не имеет аномалий. Измерено сечение неупругого рассеяния мюонов и установлено, что до энергий 5 ТэВ оно хорошо согласуется с моделью векторной доминантности. Показано, что основным механизмом генерации атмосферных мюонов высокой энергии (больше 1 ТэВ в ливнях, созданных гамма-квантами, и больше 1 ПэВ в ливнях, созданных протонами) является прямое рождение мюонных пар гамма-квантами.
Разработала и реализовала методику регистрации нейтринных потоков от гравитационных коллапсов звезд с помощью сцинтилляционных счетчиков большого объёма. Ею предложен метод, позволивший регистрировать обе частицы — позитрон и нейтрон — в реакции обратного бета-распада.
Создала службу наблюдения за коллапсами звёзд в Галактике. Она является одним из авторов метода детектирования мюонных и тау-нейтрино, а также поиска осцилляций при регистрации нейтринного излучения от коллапсирующих звёзд. Ею показано, что гравитационный коллапс звезды всегда сопровождается гамма-всплеском, а также взрывом водородсодержащих объектов, находящихся вблизи коллапсара.
Сцинтилляционный детектор «Коллапс» и сцинтилляционно-железные калориметры LSD и LVD ведут наблюдения за коллапсами звёзд в Галактике и Магеллановых Облаках с 1978 года. В 1987 г. детектором LSD был зарегистрирован нейтринный сигнал во время вспышки Сверхновой SN1987A в Большом Магеллановом Облаке: было показано, что излучение нейтрино было двустадийным. Коллапсов звёзд в нашей Галактике за 31 год наблюдения не обнаружено, что даёт ограничение на их частоту менее 1 события в 13 лет на 90%-ном уровне достоверности.
Член Ученого совета ИЯИ РАН, специализированных советов ИЯИ и ФИАН, научного совета по комплексной проблеме «Космические лучи» РАН, Нейтринного совета РАН.
С 1999 по 2006 годы — член международной комиссии C4 (космические лучи) Международного союза теоретической и прикладной физики (IUPAP). Руководит работой коллаборации LVD с российской стороны. Вносит большой вклад в развитие международного научного сотрудничества России и Италии.
Автор более 270 научных работ в области подземной физики, физики космических лучей, нейтринной астрофизики, экспериментальной ядерной физики.

## Награды
- Орден «Знак Почёта» (1978)
- Медаль «Ветеран труда» (1986)
- Медаль «В память 850-летия Москвы» (1997)
- Премия имени академика М. А. Маркова ИЯИ РАН (совместно с Е. Н. Алексеевым, О. Сааведрой, за 2007 год) — за разработку методики, создание экспериментальных установок, регистрацию нейтринного сигнала от гравитационного коллапса массивной звёзды SN1987A и выдающийся вклад в развитие фундаментальных исследований в области «подземной нейтринной физики»
- Почётная грамота Президиума и профсоюза работников РАН (2000)
- её имя внесено в Книгу Почёта ИЯИ РАН (2000)